# Pierre Paulus
Pour les articles homonymes, voir Paulus.
Pierre Paulus (connu sous le nom de baron Pierre Paulus de Châtelet), né à Châtelet le 16 mars 1881 et mort à Saint-Gilles le 17 août 1959 est un peintre, céramiste et graveur expressionniste belge. Il a été le chantre du Pays Noir de Charleroi avec ses paysages industriels et sa population besogneuse.

## Biographie

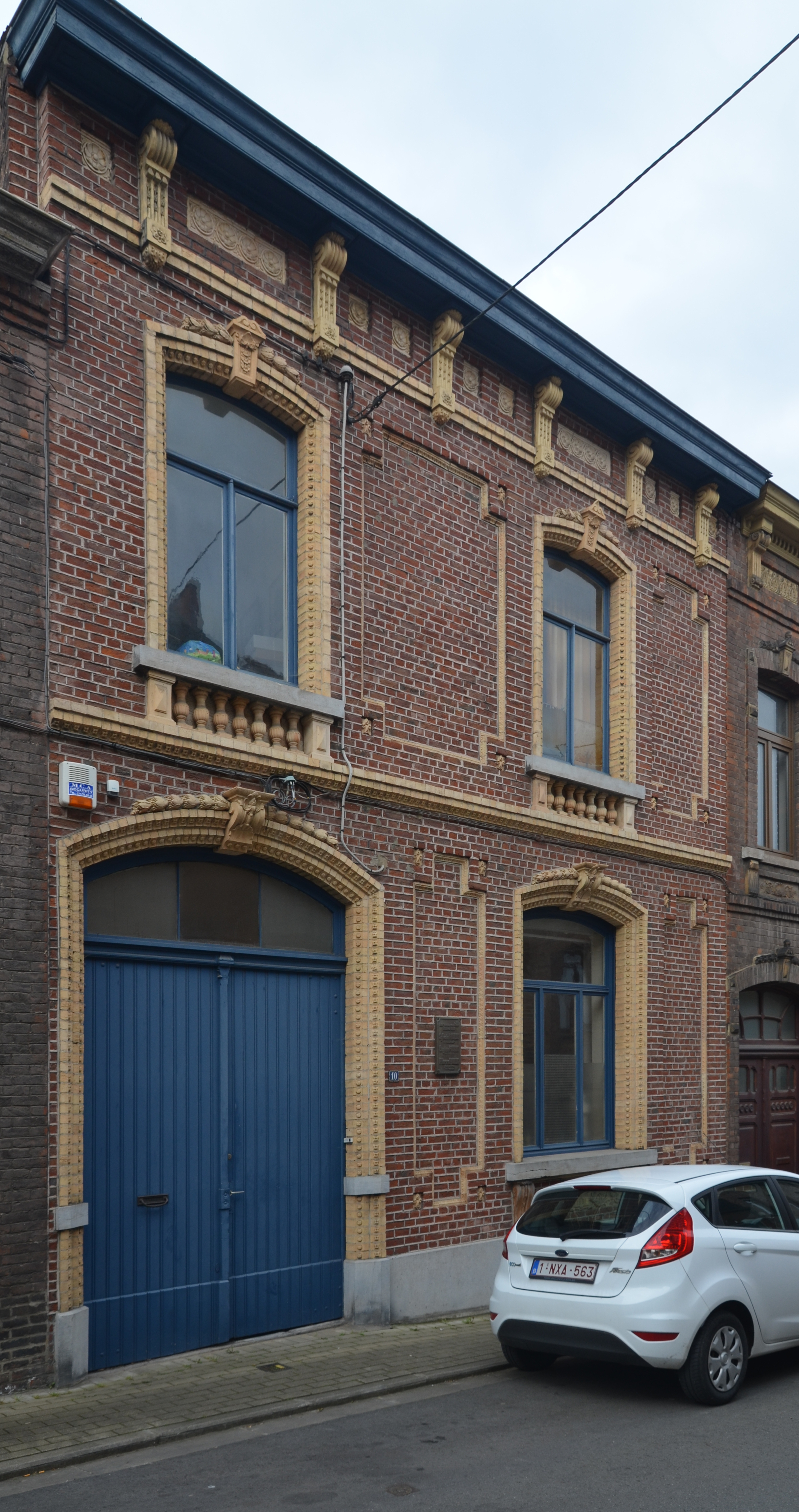
Maison Paulus à Châtelet.

Pierre Joseph Paulus est né le 16 mars 1881 à Châtelet dans une famille d'artistes. Il est le fils de Sylvain Paulus, sculpteur, professeur de dessin et de sculpture à l'École Industrielle, Commerciale et de Dessin de Châtelet et d'Émilie Stradiot. Il est le frère d'Eugène Paulus, sculpteur et céramiste. Louise, sa sœur cadette était dessinatrice et une excellente pianiste. Au lendemain de l'Armistice de la Première Guerre mondiale, il se marie avec Lucie Mathieu, originaire de Nivelles. Ils ont ensemble un seul enfant, Jean-Pierre.  
Très tôt, son père lui apprend le dessin et la peinture pour l'orienter vers la profession d'architecte. L'inclinaison  personnelle de Pierre Paulus le détermine à se tourner vers la peinture. C'est ainsi qu'il entre à l'Académie royale des beaux-arts de Bruxelles où il suit les cours de Constant Montald de 1898 à 1903. 
En 1904, il suit les cours du sculpteur Charles Van der Stappen. Il y rencontre, entre autres, Rik Wouters, Auguste Oleffe et James Ensor. Une bourse de voyage lui permet de se rendre en Italie pour étudier les grands maîtres.
Pendant l'année 1904, il est atteint d'une grave pneumonie qui l'oblige à rester chez ses parents à Châtelet. Lors de sa convalescence, il effectue de longues promenades le long de la Sambre. C'est alors que les paysages industriels de sa région natale commencent à prendre une place déterminante dans son esprit. Il devient le peintre des charbonnages et des usines, des mineurs et des métallurgistes, des terrils, des hauts fourneaux, des lourdes péniches chargées de charbon. Il  anime les paysages avec l'homme et/ou la femme industrieuse, la lumière, le feu et la fumée. 
Il organise sa première exposition à Charleroi en 1909. Il se lie d'amitié avec Jules Destrée qui lui propose de présenter des toiles au cercle artistique lors de l'Exposition de l'art wallon de 1911. C'est à ce moment qu'il acquiert une grande notoriété. 
Il se rend en Espagne en 1912. Il y peint de vigoureux sites de la vieille Espagne à Ségovie, Tolède et Burgos. 
En 1913, il devient membre de l'Assemblée wallonne. Cette même année, Paul Pastur, homme politique hennuyer, requiert le concours d'un artiste wallon pour dessiner un coq en vue de la création d'un drapeau wallon. Pierre Paulus soumet une aquarelle Le coq hardi représentant un coq hardi rouge en héraldique « coq hardi de gueules sur or » qui est agréé par une commission d'artistes réunie à l'initiative de l'Assemblée wallonne.
Au début de la Première Guerre mondiale il s'exile à Londres où il peint un certain nombre d'œuvres en bord de Tamise avant de se rendre en Italie avec Jules Destrée et Richard Dupierreux. En 1916, il est mobilisé par le service de documentation de l'armée belge et intègre la Section artistique de l'armée belge en campagne. En 1918, il est gazé sur le front de l’Yser et part en convalescence à Bormes-les-Mimosas. Il y exécute plusieurs œuvres représentant les paysages du Midi de la France.
En 1929, Isidore Opsomer l'invite à devenir professeur d'art animalier à l'Académie royale des beaux-arts d'Anvers. Il occupera ce poste jusqu'en 1953.
Pendant l'entre-deux-guerres, Pierre Paulus expose à de nombreuses reprises en Europe et aux États-Unis. Il a fait partie du groupe Nervia ainsi que, avec Maurice Langaskens, Kurt Peiser, Armand Rassenfosse, Émile-Henry Tielemans ou Louis Titz, du comité de la gravure originale belge, actif entre 1924 et 1939.
Le 13 octobre 1942, il est nommé professeur à l’école professionnelle Bischofsheim de Bruxelles.
Il est accueilli à l'Académie royale des sciences, des lettres et des beaux-arts de Belgique en 1946 et anobli baron en août 1951 par le roi Baudouin.
En 1955, une grande rétrospective de ses œuvres est organisée dans les salles du Palais des Beaux-Arts de Bruxelles.
À la suite de son décès le 17 août 1959, il est inhumé au cimetière de Saint-Gilles.

## Sélection d'œuvres
- 1907 : Village enneigé du Pays de Charleroi, huile sur toile, collection privée ;
- 1910 : Les Hauts-fourneaux, huile sur toile, Musée d'art de la Province de Hainaut (BPS22), Charleroi ;
- 1911 : Jeunesse, huile sur toile, Musée des Beaux-Arts de Charleroi (exposée au salon de 1911 à Charleroi) ;
- 1911 : Au Pays noir, huile sur toile, collection privée ;
- 1912 : La Hiercheuse, huile sur toile, collection privée ;
- 1913 : Le Coq hardi, huile sur toile, Musée de la Vie Wallonne, Liège ;
- 1914 : Les Fumées, huile sur toile, Musée des Beaux-Arts de Charleroi ;
- 1910-1915 : Hiver, un tournant de la Sambre, huile sur toile, collection privée ;
- 1915 : La fabrique d'Hammersmith, huile sur toile  ;
- 1915 : La Tamise à Londres, huile sur toile  ;
- Vers 1918 : Défilé militaire, huile sur toile, collection privée ;
- Vers 1918 : Abris et fils barbelés, huile sur toile, collection privée ;
- 1920 : Maternité, huile sur toile, collection de la Commune de Saint-Gilles ;
- 1923 : L'épopée ouvrière (cinq peintures monumentales), huile sur toile, Centre hospitalier du Tivoli, La Louvière ;
- Vers 1925 : Retour au travail, huile sur toile, 131 x 151 cm, signé, musées royaux des Beaux-Arts de Belgique, Bruxelles ;
- 1925 : Pont-levis (neige), huile sur toile, musée des Beaux-Arts de Gand ;
- Fin années 1920 : Vue sur la Meuse, fresque, Maison Paulus, Châtelet ;
- 1930 : Mère et enfant, huile sur toile, 110 x 100 cm, daté et signé, musées royaux des Beaux-Arts de Belgique, Bruxelles ;
- Vers 1930 : Maisons ouvrières. Coron wallon, huile sur toile, 50 x 59,5 cm, signé, musée des Beaux-Arts de Belgique, Bruxelles ;
- 1934 : Le coup de grisou, huile sur toile, 64 x 79 cm, daté et signé, musée royal des Beaux-Arts d'Anvers ;
- 1935 : Le mineur, huile sur toile, musée des Beaux-Arts de Belgique, Bruxelles ;
- 1940 : Coron wallon, huile sur toile, collection privée ;
- 1941 : Mostar, huile sur toile, 65 x 80 cm ;
- 1942 : Péniche sur la Sambre industrielle près de Châtelet, huile sur toile, collection privée ;
- 1945 : Nocturne : usines de la Providence à Charleroi, huile sur toile, collection Commune de Saint-Gilles ;
- s.d. : Mine de charbon, huile sur toile, collection de la commune de Saint-Gilles ;
- s.d. : Jeune dame à la robe bleue et au ruban rouge, huile sur toile, 82 x 50 cm, collection privée ;
- s.d. : Portrait de Jules Destrée, huile sur toile, musée des Beaux-Arts de Charleroi.

## Hommages et distinctions
Un buste de Pierre Paulus, réalisé par Alphonse Darville en 1930, a été placé dans le parc Reine Astrid de Charleroi et une copie à la Place d'Outre-Biesme à Châtelet. 
Un autre buste d'Adolphe Wansart réalisé en 1958 a été placé dans le parc Pierre Paulus de Saint-Gilles.
Un géant à l'effigie de Pierre Paulus a été réalisé par le sculpteur catalan Ramon Aumedes en octobre 2012. Ce géant qui porte un pinceau et le drapeau wallon participe à la Cavalcade de Châtelet au mois de mars ainsi qu'à d'autres évènements en Wallonie, à Bruxelles et en France.
Un parc à Saint-Gilles (Bruxelles) et des rues à Charleroi, Châtelet, Chapelle-lez-Herlaimont et Andenne portent son nom. C'est également le cas pour l'Athénée Royal Pierre Paulus à Châtelet.
Il était membre d'honneur (avec René Magritte) du Cercle artistique et littéraire de Charleroi.
Les distinctions suivantes lui ont été décernées :
- Grand officier de l'ordre de Léopold (Belgique).
- Grand-croix de l'ordre de Léopold II en 1956 (Belgique).
- Officier de l'ordre royal de Saint-Sava en 1933 (Yougoslavie).
- Prix du Hainaut en 1913.

## Cinéma
- Pierre Paulus (1957), 17 minutes. Documentaire scénarisé par Francis Bolen sur la biographie du peintre et l'évolution de son travail, réalisé par Lucien Deroisy.